# St. Clements (Manitoba)
St. Clements es un municipio rural canadiense situado en la provincia de Manitoba.

## Superficie
St. Clements tiene una superficie de 711,17 km².

## Demografía
En 2021, tenía 11 586 habitantes, una densidad poblacional de 16,3 hab./km², y 5720 viviendas.